# ザルギナトーベル橋

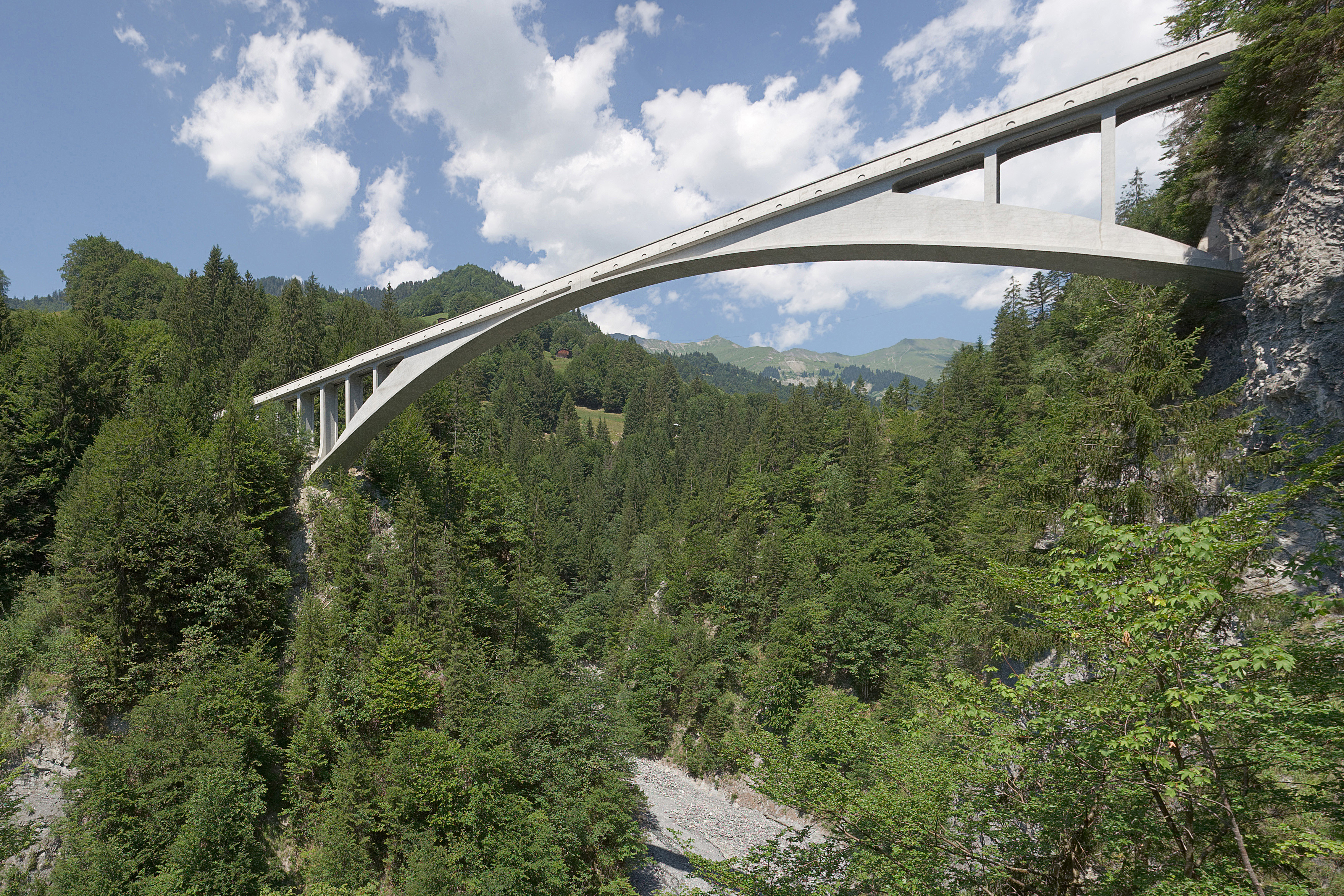
スイスの渓谷に架かるザルギナトーベル橋

ザルギナトーベル橋(独-Salginatobelbrücke)は、スイス東部グラウビュンデン州の渓谷に架かる橋であり、1930年に完成した。スイスの橋梁技師ロベール・マイヤールによって設計されたもので、近代コンクリートアーチ橋の草分け的存在である。その景観は、米国土木学会(ASCE)のhistoric civil engineering landmarksに選ばれている。

## 特徴

### マイヤールと3ヒンジアーチ

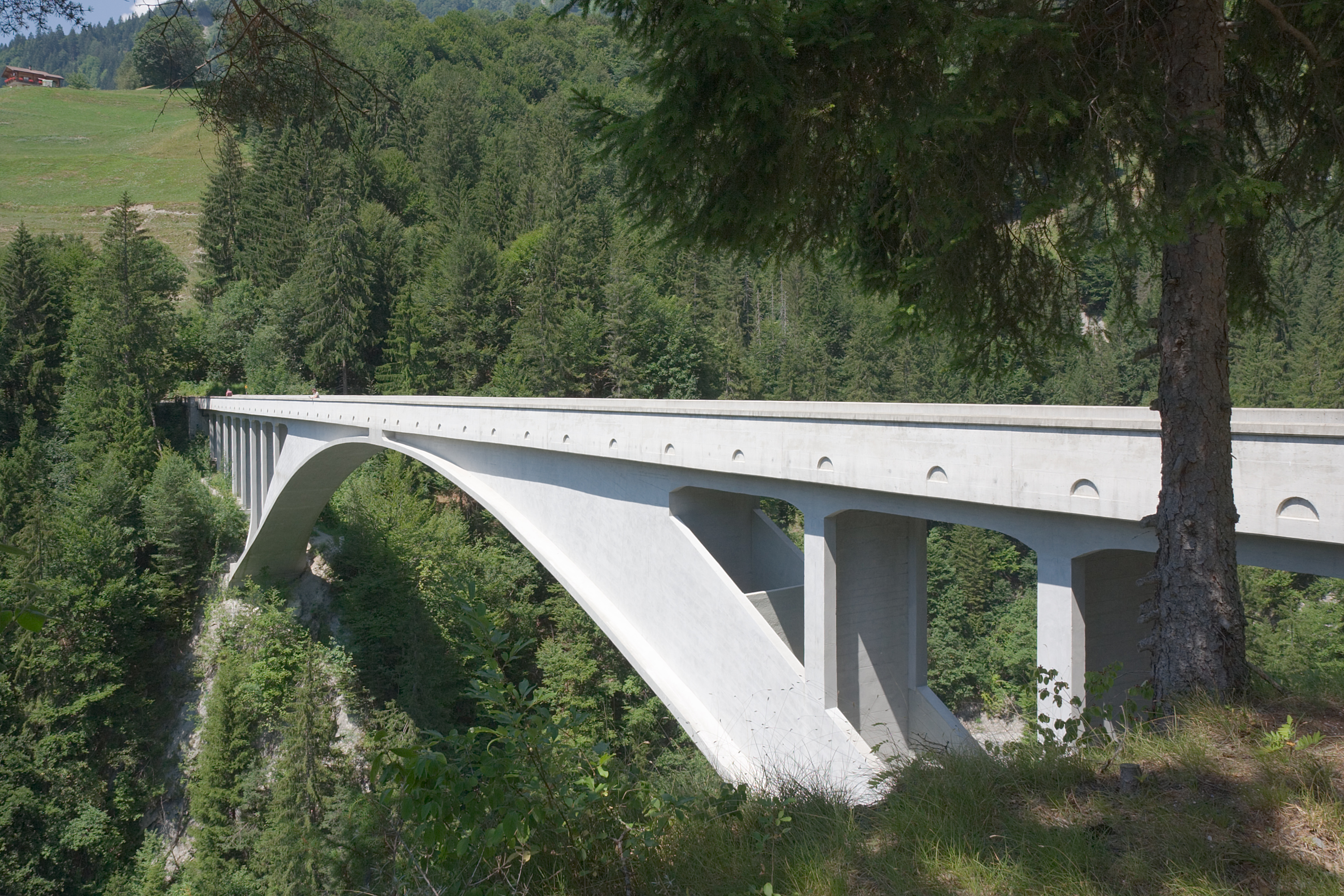
中央に見えるヒンジ

一般図。深い渓谷に支保工を組み上げて作られた。

20世紀初頭に活躍した橋梁技師のロベール・マイヤールは、それまで鉄と石材が主であった橋の材料に鉄筋コンクリートを導入し、近代的なコンクリート橋を多数考案・設計した。マイヤールはこの中でも、橋の中央にヒンジ（蝶番）を持つ3ヒンジアーチに造詣が深く、本橋もこの形式を採用している。施工は90メートル下の谷から仮設部材による支保工を設けて行われた。
本橋のアーチ部材は、中央に設けたヒンジのほか、途中が大きく脹らんだ形状を持つことが外観上の特徴となっている。マイヤールはこの独特の形状について、「橋に荷重（活荷重）が偏って作用したとき、有効に働く形状である」と説明している。

### 橋梁諸元
本橋はスイス東部の町Schiersから狭隘な道路を登った渓谷にある。本橋の幅員はわずか3.5メートルであるが、歩道橋ではなく自動車も通れる道路橋である。
- 種別 - 鉄筋コンクリート道路橋
- 形式 - 上路式3ヒンジアーチ
- 橋長 - 132.3m
- 幅員 - 3.5m
- アーチ支間 - 90.04m
- アーチライズ - 12.99m
- 活荷重 - 8tf ・ 350kgf/m2
- 完成年 - 1930年
- 設計 - ロベール・マイヤール